# JALスカイ東京
株式会社JALスカイ東京(ジャルスカイとうきょう)とは、かつて存在した東京国際空港（羽田空港）第1ターミナル及び国際線ターミナルにてJAL、JTAの空港旅客サービス業務を行っていた、日本航空の子会社。

1998年2月2日会社設立、同5月1日営業開始。創設時の社名は、JALフロンティア（略称：JLF）。命名は、当時の日本航空東京空港支店旅客部内での公募による。

日本航空と日本エアシステムの経営統合に際し大幅に人員規模が拡大することとなり、2003年10月1日に社名をJALスカイ東京に変更。
親会社である日本航空の関連会社再編に伴い、成田空港を基盤とし同じく空港旅客サービス業務を行っていたJALスカイサービス株式会社および羽田･成田で航務業務を行っていた株式会社JALウェイブの両社と共に、2009年10月1日に新たに設立された株式会社JALスカイに統合された。

## 羽田空港における業務
地方空港における日本航空グループ同業各社の多くがオペレーション業務、ロードコントロール業務など運航系の業務も手掛けるのに対して、旅客系業務専業であった（前述のJALウェイブと棲み分けていた）。
設立当初は基本的に国内線専業であったが、唯一国際線定期便を運航していたチャイナエアライン（中華航空）が2002年4月18日に成田に移転した際にそれまで国際線旅客関連業務を委託されていたJALグランドサービスが同業務より撤退し、翌年に羽田発着の事実上の定期国際線旅客便（正式には定期的チャーター便）の運航が再開されてからは、JALスカイ東京がその業務を引き継いだ。
サクララウンジの運営については旧ターミナル時代の1978年より永らくJALグランドサービスに委託されていたが、その後ラウンジ･スタッフの一部を契約制客室乗務員による地上勤務で対応するなどの経緯を経た後、JALスカイ東京に全面移管された。
| 代 | 氏 名     | 在 任 期 間        | 備 考                               |
| -- | --------- | ------------------ | ----------------------------------- |
| 1  | 舩山 博之 | 1998.2.2-1998.6.26 | 元日本航空常務取締役                |
| 2  | 西郡 正渡 | 1998.6.26-         |                                     |
|    |           |                    |                                     |
|    | 須川 鐵朗 | -2009.9.30         | ㈱JALスカイ設立に伴い、副社長に就任 |

## その他
予め搭乗者に行き先を告げない『ミステリー･フライト』が、当時のJALフロンティア第３旅客部社員有志によって企画立案され、日本航空の臨時便の扱いで1998年12月22日に運航された。

これは鉄道では以前から行われているミステリー列車を模したものであるが、日本の航空業界としては初めて実現したものであった。